# UFO: Kolejne starcie
UFO: Kolejne starcie (ang. UFO: Aftermath) – gra strategiczno-taktyczno-ekonomiczna, która miała być kontynuacją serii gier X-COM. Po upadku projektu Dreamland Chronicles, założonego przez twórców ostatniej turowej części, X-COM: Apocalypse, kilka lat trwały procesy prawne o prawa do tytułu. W rezultacie czeski zespół z Brna ze studia Altar Interactive wydał grę o zbliżonej fabule, sposobie rozgrywki i tytule.
W odróżnieniu od starej serii X-COM pojawiło się jednak sporo różnic, nie tylko w warstwie graficznej, ale i w sposobie rozgrywki, co wzbudziło mieszane uczucia fanów klasycznej serii. Zmieniła się też interakcja z otoczeniem – w trakcie tworzenia gry twórcy zrezygnowali z możliwości wchodzenia do budynków, a samo poruszanie się jednostek zostało ograniczone do poruszania się po wyliczonych przez komputer możliwych ścieżkach. Sposób widzenia pola walki jest tu praktycznie dowolny w przeciwieństwie do izometrycznego w oryginalnej serii. Uproszczono warstwę ekonomiczną, zmodyfikowano sposób prowadzenia badań, zmieniono sposób zarządzania bazami, gdzie w przeciwieństwie do klasycznych X-COM głównym zadaniem jest zajmowanie kolejnych baz i określanie ich specjalizacji, a nie budowa kilku wszechstronnych.
Innowacją była też sama rozgrywka misji bojowych – zrezygnowano z systemu turowego na rzecz rozgrywki w czasie rzeczywistym z automatyczną pauzą, której ustawienia możemy sami zmieniać. Automatyczna pauza powoduje, że gdy coś się wydarzy (np. koniec amunicji, dostrzeżenie wroga etc.), gra zatrzymuje się, a gracz może wydać rozkazy.
W porównaniu do klasycznej serii nowością były elementy RPG postaci i możliwość ich rozwijania w zależności od odbytych konkretnych szkoleń opartych na cechach postaci, a nie tylko na podstawie doświadczenia z udziału w misjach jak w klasycznej serii. Zmienili się też wrogowie, a liczebność oddziału w misji została ograniczona. Autorzy ograniczyli także przechwytywanie statków Obcych przez budowane i dowodzone przez nas myśliwce i misje są praktycznie wybierane losowo. Do wyboru gracz ma 70 typów broni i 100 różnorodnych celów misji (np. schwytanie mutanta, przejęcie archiwum, opanowanie bazy).
Dodatkową nowością była opcja tworzenia własnych modyfikacji do gry, po ściągnięciu z oficjalnej strony dodatku. W grze pojawiła się też misja treningowa, której brakowało w klasycznych częściach.

## Fabuła
Dnia 25 maja 2004 roku, do ziemskiej atmosfery dociera tajemniczy kosmiczny obiekt, który okazuje się być statkiem Obcych niereagującym na wszelkie próby kontaktu. Statek ten wypuszcza do górnych warstw ziemskiej atmosfery zarodniki, które przenoszone przez wiatr i mnożące się w szybkim tempie już wkrótce przesłaniają Słońce. Wszelkie próby zniszczenia ich zawodzą, a po osiągnięciu dojrzałości zarodniki opadają na powierzchnię Ziemi tworząc grubą warstwę, jak się okazuje nie tylko niszczącą organizmy, ale także powodująca nieznane mutacje. Ludność, której nie udaje się schować głęboko pod ziemią, ulega wpływowi obcej broni biologicznej. Zginęła większość wyższych form życia. Moment ten nazywa się Zmierzchem.
Po kilku tygodniach zarodniki ulegają rozkładowi i Ziemia pozornie nadaje się znów do zasiedlenia, jednak na planecie pozostaje garstka ludzi dowodzona przez gracza i mutanci (transgenanci), zasiedlający powierzchnię planety. Akcja gry zaczyna się 1 stycznia 2005 roku. Gracz ma do dyspozycji tylko kilku komandosów, dowodząc maksymalnie grupą 7 żołnierzy w czasie misji.
W miarę rozwoju akcji pojawia się możliwość zajmowania kolejnych dawnych baz ludzkich. W grze do dyspozycji gracz posiada bazy naukowe, wojskowe i technologiczne. Początkowo jego broń to głównie zdobyczne uzbrojenie ziemskiej produkcji, znajdowane w kolejno zajmowanych bazach i od mutantów. Z czasem poprzez rozwój technologii dociera się do tajnych archiwów. W pewnym momencie oprócz mutantów pojawia się także rzeczywisty wróg, czyli Obcy – Retikulanie, przypominający nieco zwykłych obcych z serii X-COM, lecz wyposażonych w bardziej zaawansowaną technologię i pozbawieni sprzymierzeńców w postaci innych ras obcych.
Oprócz nich problemem staje się też biomasa, opanowująca kolejne obszary planety, bezpowrotnie niszcząc bazy. Po opracowaniu odpowiednich technologii pojawia się opcja budowy czwartego typu baz – bazy zwalczania biomasy (anty-biomasa). Dochodzi ostatecznie do decydującego starcia z Obcymi na Księżycu, gdzie jak się okazuje w następnej części gry UFO: Decydujące starcie ocaleni Ziemianie wybierają życie na jego orbicie poza planetą.